# اس‌بی‌اس ترانزیت
اس‌بی‌اس ترانزیت (انگلیسی: SBS Transit) شرکت ترابری سنگاپوری است، که در  ۱۹۷۳ تأسیس شد.